# Сигаловский, Александр Андреевич
Александр Андреевич Сигаловский (род. 24 сентября 1986, Северск, Томская область) — российский легкоатлет, специалист по бегу на короткие дистанции. Выступал за сборную России по лёгкой атлетике в 2003—2011 годах, чемпион Универсиады в Шэньчжэне, чемпион Европы среди молодёжи, победитель и призёр первенств всероссийского значения. Мастер спорта России международного класса.

## Биография
Александр Сигаловский родился 24 сентября 1986 года в городе Северске Томской области. Окончил гуманитарный факультет Томского государственного университета систем управления и радиоэлектроники.
Занимался лёгкой атлетикой в северской Детско-юношеской спортивной школе под руководством Сергея Анатольевича Шкляра. Позднее переехал на постоянное жительство в Тюмень, окончил институт физической культуры Тюменского государственного университета. Тренировался в тюменском Центре спортивной подготовки и проведения спортивных мероприятий. Был подопечным заслуженных тренеров России Александра Владимировича Сивченко и Анатолия Андреевича Крауса. Выступал за Тюменскую область и всероссийское физкультруно-спортивное общество «Динамо».
Впервые заявил о себе на международном уровне в сезоне 2003 года, когда вошёл в состав российской национальной сборной и выступил на юношеском мировом первенстве в Шербруке, где в программе бега на 400 метров занял шестое место.
В 2004 году стартовал в эстафете 4 × 400 метров на юниорском мировом первенстве в Гроссето, но в финал не вышел.
В 2005 году на юниорском европейском первенстве в Каунасе стал шестым в индивидуальном беге на 400 метров и с национальным юниорским рекордом 3.07,19 завоевал серебряную награду в эстафете 4 × 400 метров.
В 2007 году бежал предварительный квалификационный этап эстафеты 4 × 400 метров на молодёжном европейском первенстве в Дебрецене, россияне в итоге стали победителями этих соревнований.
Будучи студентом, в 2009 году представлял Россию на Универсиаде в Белграде — в индивидуальном беге на 400 метров дошёл до стадии полуфиналов, в то время как в эстафете 4 × 400 метров занял в финале пятое место.
В 2011 году в эстафете 4 × 400 метров одержал победу на чемпионате России в Чебоксарах и на Универсиаде в Шэньчжэне.
В 2012 году получил серебро в эстафете 4 × 200 метров на зимнем чемпионате России в Москве и в эстафете 4 × 400 метров на летнем чемпионате России в Чебоксарах.
В 2013 году выиграл эстафету 4 × 200 метров на зимнем чемпионате России в Москве и взял бронзу в эстафете 4 × 400 метров на летнем чемпионате России в Москве. Также в этом сезоне победил в эстафете 400 + 300 + 200 + 100 метров на чемпионате России по эстафетному бегу в Адлере.
На чемпионате России 2014 года в Казани с командой Тюменской области вновь одержал победу в эстафете 4 × 400 метров.
Завершил спортивную карьеру по окончании сезона 2016 года.
За выдающиеся спортивные достижения удостоен почётного звания «Мастер спорта России международного класса».